# 2851 Harbin
2851 Harbin este un asteroid din centura principală, descoperit pe 30 octombrie 1978 de Observatorul Zijinshan.